# Contea di Ashland (Ohio)
La contea di Ashland (in inglese Ashland County) è una contea dello Stato dell'Ohio, negli Stati Uniti. La popolazione al censimento del 2000 era di 52 523 abitanti, passati a 53 139 nel 2010. Il capoluogo di contea è Ashland.